# ベナン海軍艦艇一覧
ベナン海軍艦艇一覧（ベナンかいぐんかいていいちらん）では、ベナン共和国海軍が過去保有した、または現在保有する、または将来保有する予定の、未完成・計画中止を含めた歴代艦艇の一覧を記述する。
凡例

## 現有勢力（2024年現在）
- 国防予算：3億9,400万ドル[1]
- 海軍人員：500名[1]
- 艦船隻数：6隻（排水量20t以上）[1]

哨戒艇×6
- 航空機数：4機[1]

陸上固定翼機×4

## 艦艇一覧（近代海軍）

### 哨戒艦艇

#### 哨戒・警備艦艇
哨戒艇
- 旧・ソ『Zhuk』型 - 5隻

P-763、764、769、779
- 仏『PR-362T』型 - 1隻

P-17 Patriote
- 中『27 METRE』型 - 2隻

P-798 Matelot Brice Kpomasse、P-799 La Sota

#### 高速戦闘艇
ミサイル艇
- 旧・ソ『オーサ-I』型 - 2隻

魚雷艇
- 旧・ソ『P-4』型 - 2隻[2]

### 補助艦艇

#### その他
曳船
- Kondo - 1隻

ランチ・艀
- 『Boston Whaler』型 - 5隻 ※ Patrol Launch

P-14、15、201、204